# Bittacus stigmaterus
Bittacus stigmaterus is een schorpioenvlieg uit de familie van de hangvliegen (Bittacidae). De wetenschappelijke naam van de soort is voor het eerst geldig gepubliceerd door Say in 1823.
De soort komt voor in de Verenigde Staten.